# Freimaurerei in Bonn
Die erste Freimaurerloge in Bonn wurde am 31. Oktober 1775 unter dem System der Strikten Observanz gegründet. Trotz prominenter Mitglieder existierte sie nur bis 1778. Außer einer Mitgliederliste fehlen alle weiteren Informationen. Bekannte Mitglieder waren unter anderem Karl Otto Freiherr von Gymnich, zwei Neffen des Kurfürsten, Ernst Adrian und Meinard Grafen Königsegg und der Minister Freiherr J. C. von Waldenfels.

## Frühe Logengründungen
Den nächsten Versuch einer Logengründung gab es 1804 während der französischen Besatzungszeit. Die Loge Les frères courageux gehörte zum Grand Orient de France und wurde offiziell am 24. Mai 1805 gegründet. Die Räumlichkeiten befanden sich „vor dem Ballhaus des hiesigen Schlosses“, 1806 wurde gegenüber dem alten Logenhaus ein neues gebaut. 1808 hatte die Loge ihren Höchststand von 66 Brüdern erreicht, zwei Drittel waren Deutsche, ein Drittel Franzosen. Unter den bekannten Mitgliedern waren der Bürgermeister von Bonn Anton von Belderbusch, der „Stammvater“ des Bonner General-Anzeigers Peter Josef Neusser, der französische Standortkommandant Edouard de Cantobre, der Präfekt des Departements Alexandre de Lameth, der Musikprofessor Franz Anton Ries, der Komponist Ferdinand Ries und der Musikverleger Nikolaus Simrock.
Als Bonn 1815 an die Preußen fiel, wurde vom neuen Kreisdirektor Rehfues die sofortige Auflösung der Loge verhängt. Deren Eigentum und das Logenhaus wurden versteigert. Rehfues blieb bis 1840 im Amt und es dauerte danach noch 17 Jahre, bis sich wieder freimaurerische Tätigkeit in Bonn entwickelte.

## Reaktivierung ab 1857

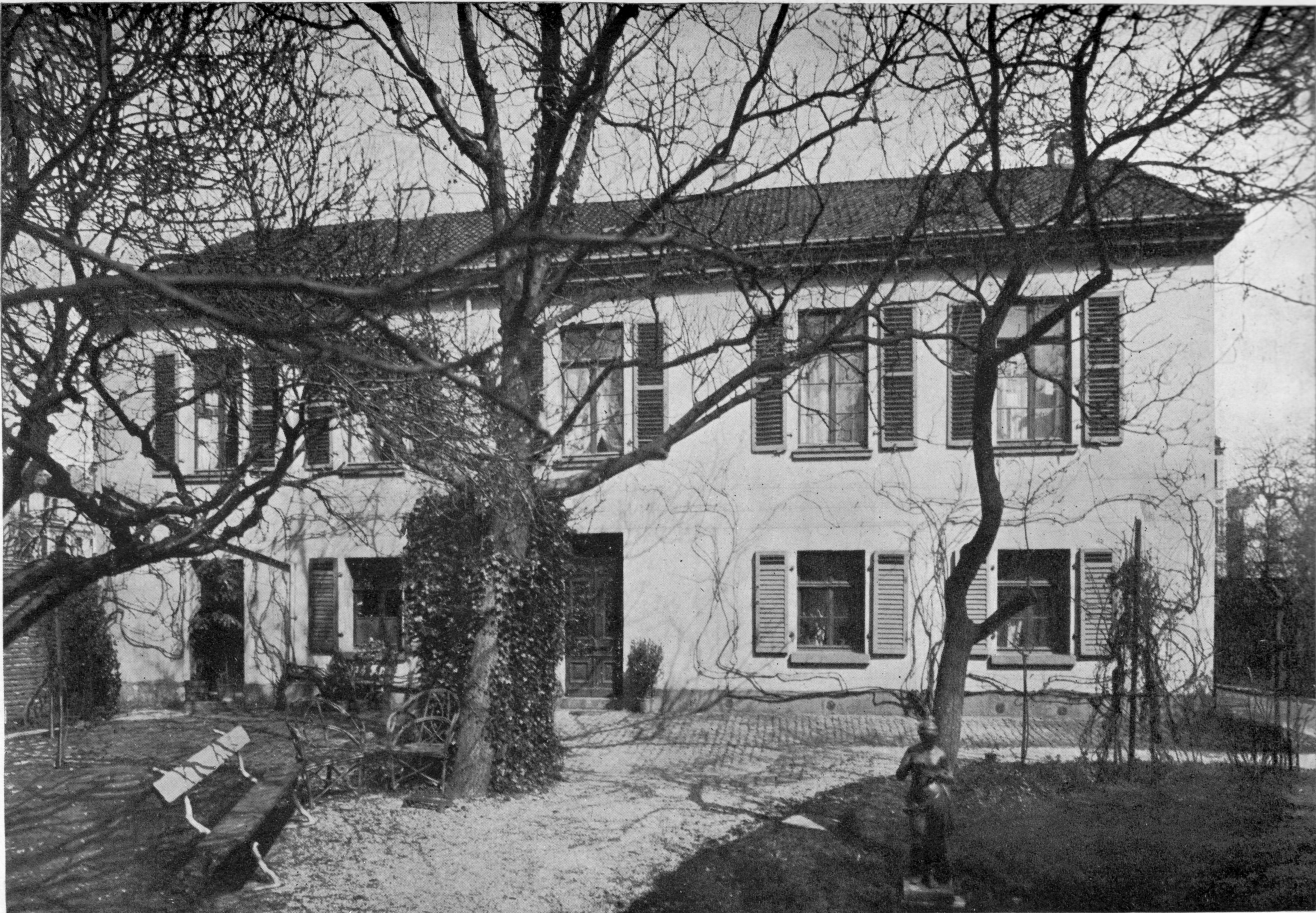
Logenhaus Schumannstr. 33

Durch die ablehnende Haltung des Kreisdirektors Rehfues gegenüber der Freimaurerei, war es zu einem kompletten Einschlafen freimaurerischer Kultur in Bonn gekommen. Erst um 1850 hatten 12 Freimaurer aus Bonn, fast alles Zugereiste, die ihr Pensionärsleben in Bonn genossen, einen losen Verein gegründet und trafen sich regelmäßig im Gasthof „Zum Schwanen“ in der Sternstraße. Sie wandten sich mit dem Wunsch einer Logengründung an die Große Landesloge der Freimaurer von Deutschland. Von der Großen Landesloge in Berlin kam der Vorschlag, keine neue Loge zu gründen, sondern eine ehemalige Loge mit dem Namen Friedrich Wilhelm zum eisernen Kreuz, die in Torgau bestanden hatte, wieder zu begründen. Mit insgesamt 27 Brüdern wurde die Loge offiziell am 6. Dezember 1857 neu eröffnet. Als erster Logenmeister wurde Hermann Graf von Salm-Hoogstraeten gewählt, das erste Logenhaus wurde in der Schumannstraße 33 erworben.
Bekannte Mitglieder waren u. a. der Direktor des Stadttheaters Otto Beck, der Bergwerksbesitzer Gustav Bleibtreu, Inhaber des Bonner Mineralienkontors Friedrich Krantz, der Direktor der Bonner AEG Arno Luft und der Architekt Otto Penner, der der Villa Hammerschmidt ihre heutige Form gab. Da das alte Logenhaus zu klein wurde und auch immer wieder Baumängel aufwies, entschloss man sich zum Bau eines neuen Hauses an anderer Stelle in der Schumannstraße. Am 23. März 1882 war die Grundsteinlegung für das Haus in der Schumannstraße 8, das auch heute noch steht, aber in ein Bürohaus umgebaut worden ist und keinerlei freimaurerische Architektur mehr erkennen lässt. Am 8. April 1883 fand die erste Tempelarbeit im neuen Haus statt, es hatte 337 m² Grundfläche auf einem 1806 m² großen Grundstück. Es hatte einen Keller und ein Obergeschoss und eine zweistöckige verglaste Veranda zum Garten hin. Die beiden oberirdischen Geschosse hatten eine Deckenhöhe von 5,5 Metern. Die Decken waren stuckverziert und mit Kunstmalereien versehen.
Pläne für den weiteren Ausbau des Hauses konnten wegen des Ausbruchs des Ersten Weltkrieges nicht verwirklicht werden.

## Das 20. Jahrhundert

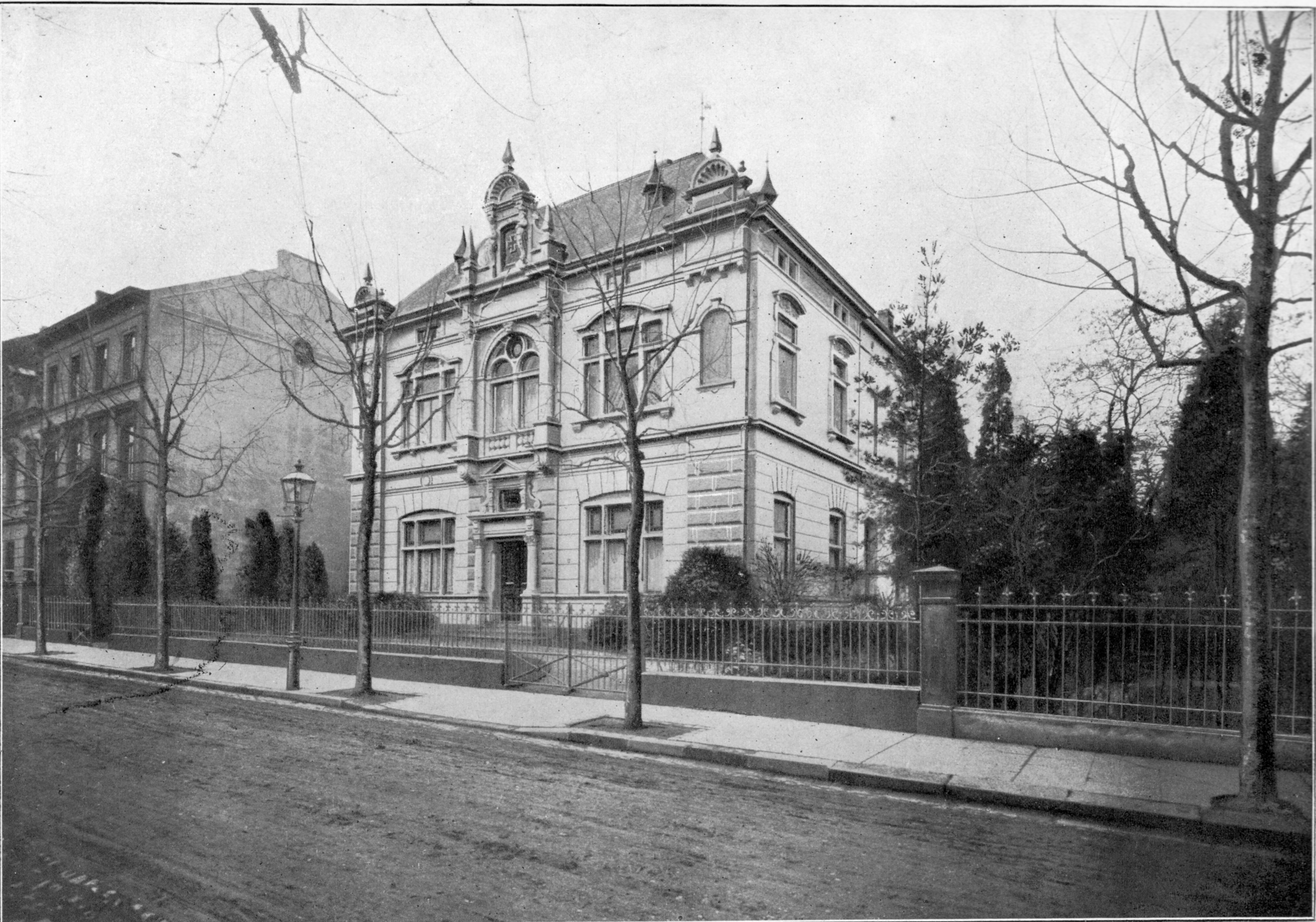
Logenhaus in der Schumannstr. 8

Am 20. Januar 1902 wurde in Godesberg die freimaurerische Vereinigung Truchsess Gebhard zur Treue gegründet. Solche Vereinigungen, auch Kränzchen genannt, werden gegründet, wenn es vor Ort noch keine Loge und nicht genügend Brüder für die Gründung einer solchen gibt. In Godesberg lebten damals zehn Brüder, die zusammen mit dem damaligen Logenmeister der „Friedrich-Wilhelm-Loge“ Friedrich Krantz die Logengründung verfolgten. Die Anzahl der Mitglieder stieg bis 1927 zwar auf 30 an, aber es fehlte an jungem Nachwuchs, so dass die Umwandlung in eine richtige Loge nie verwirklicht werden konnte.
Am 21. April 1907 wurde dann die Andreasloge Robur in Bonn gegründet. Johannislogen wie die „Friedrich-Wilhelm-Loge“ bearbeiten die drei Grade Lehrling, Geselle und Meister. Bei der „Robur“ handelte es sich um eine Hochgradloge des schwedischen Systems für die Grade 4 bis 6. Das neue Logenhaus in der Schumannstr. 8 bot den nötigen Platz.
Die Freimaurerei in Bonn verlief recht ruhig und man folgte nicht der teilweise sehr politischen Freimaurerei, wie sie sich um die Jahrhundertwende ausbreitete. Der Logenmeister Krantz sagte dazu 1907:

„…Unser Ziel sei nicht, irgendeine politische oder kirchliche Richtung zu unterstützen, sondern durch unsere Arbeit im Tempel Herzensbildung und Charakterstärke zu pflegen und Männer zu bilden, die im Leben sich als Freimaurer der Tat betätigen können…“

Bis zum Ausbruch des Ersten Weltkrieges war die Mitgliederzahl auf 120 gestiegen. Die ökonomische Lage der Loge verschlechterte sich durch die Kriegsumstände und bereits im November 1914 hatte die Loge zwei gefallene Brüder zu beklagen. Bis April 1915 waren insgesamt 24 Brüder zum Wehrdienst eingezogen worden.
Am 22. Januar 1928 wurde unter der Großloge „Zur Sonne“ die Loge Beethoven zur ewigen Harmonie in Bonn gegründet. Die Einsetzungsfeier fand im Logenhaus in der Schumannstraße statt, für weitere Arbeiten nutzte man das Privathaus eines der Mitglieder. Am 19. Dezember 1928 schloss sie sich der Symbolischen Großloge von Deutschland an und arbeitete trotz des Verbotes durch die NSDAP im Geheimen weiter. Die Friedrich Wilhelm zum eisernen Kreuz folgte der Zwangsauflösung 1935.
Das Logenhaus Schumannstraße 8 musste zwangsweise an die Bundesknappschaft verkauft werden.

## Nach dem Zweiten Weltkrieg
Bereits am 21. Juli 1945 bekamen die Brüder der Loge Beethoven zur ewigen Harmonie die Genehmigung von der Militärregierung, ihre Loge wiederzueröffnen. Die Logenausstattung war nicht beschlagnahmt worden und auch das Logenhaus in der Bennauer Straße hatte den Krieg überstanden.
Die Brüder der ehemaligen „Friedrich-Wilhelm-Loge“ hielten ihre Treffen zunächst in der Wohnung eines Freimaurerbruders ab, am 7. Januar 1946 bekamen aber auch sie die Genehmigung zur Wiedergründung. Sie mieteten eine bombenbeschädigte Wohnung in der Kaiser-Friedrich-Straße 2. Allerdings verzichtete man dabei auf den alten Namen und nannte die Loge Bruderkette vor den sieben Bergen: der ursprüngliche Name war der britischen Militärregierung zu preußisch gewesen. Die offizielle Gründung fand dann am 14. Juni 1946 statt. Unter den elf Gründungsmitgliedern befanden sich fünf Mitglieder der ehemaligen Friedrich Wilhelm zum eisernen Kreuz, unter anderem der letzte Logenmeister Robert Flaccus.
Die Treffen hatten den Charakter von privaten Zirkeln, da die Alliierte Kontrollkommission erst am 26. März 1947 die endgültige Freigabe zu freimaurerischen Arbeiten in Deutschland gab.
Die Loge Bruderkette vor den sieben Bergen schloss sich der humanitären Vereinigten Großloge von Deutschland an und es entstand eine enge Zusammenarbeit mit der Beethoven-Loge. Die „Bruderkette“ hatte 1948 bereits 51 Mitglieder, 1955 schon 87.
1948 gründete der Meister vom Stuhl der Loge Bruderkette noch die Perfektionsloge Voltaire (Grade 4–14) und das Souveräne Kapitel Mozart (Grade 15–18), beides Hochgradabteilungen des Alten Angenommenen Schottischen Ritus. 1949 kam noch der Erhabene Areopag Fiat Lux (Grad 19–30) hinzu.
Am 11. März 1950 wurde aus der Loge „Bruderkette“ heraus eine Deputationsloge mit Namen Prometheus gegründet. Deputationslogen sind Logen, die Aufnahmen nur mit Erlaubnis einer Mutterloge durchführen dürfen, aber ansonsten völlig eigenständige Vereine sind. Es war angedacht, die Prometheus zu einer Studentenloge zu machen, stattdessen wurde sie aber bereits am 14. Dezember 1951 wieder geschlossen.
Zur gleichen Zeit bestand in der Godesberger Redoute bereits ein „Club Masonicum“, ein Gesprächskreis aus aktiven und ehemaligen Diplomaten, zu denen auch zahlreiche Freimaurer gehörten. Aus diesem Club wurde am 26. Januar 1952 die zweite Prometheus-Loge gegründet, diesmal als Diplomatenloge. Wegen der starken Fluktuation im Diplomatischen Corps fand aber 1959 auch diese Loge ihr Ende.
Am 15. März 1952 wurde, ebenfalls als Nachfolger der Friedrich Wilhelm zum eisernen Kreuz, eine Ordensloge gegründet. Die Große Landesloge erhielt erst am 13. Juni 1949 die Erlaubnis, außerhalb Berlins wieder Logen zu reaktivieren. Wie bereits erwähnt, durfte der alte Name nicht verwendet werden, daher wählte man den Logennamen Fünf Punkte, stellvertretend für die fünf Worte des alten Namens. Mit der Gründung war der Wirtschaftswissenschaftler Bruno Rogowski aus Köln beauftragt, die anderen Gründungsmitglieder kamen aus Köln, Solingen und Düsseldorf.
Die „Fünf Punkte“ arbeitete im Hotel Bergischer Hof, später im Haus Vaterland. Die Loge wuchs langsam und konnte 1955 46 Mitglieder verzeichnen. 1955 zog sie mit in das Logenheim der „Bruderkette“. Ab dem 12. Oktober 1960 nutzen dann die beiden Bonner Logen das neue, mit dem Geld aus dem Wiedergutmachungsverfahren erworbene, Logenhaus in der Dyroffstr. 2. Im Jahre 2008 konnte die Loge Fünf Punkte wieder ihren ursprünglichen Namen annehmen und heißt seitdem wieder Friedrich Wilhelm zum eisernen Kreuz.
1964 wurde die Loge Bruderkette vor den sieben Bergen aufgelöst und als Prometheus neu gegründet. Die Gründe dafür waren interner Natur.

## Heutige Situation
Zurzeit gibt es in Bonn sechs Freimaurerlogen aus den verschiedenen regulären Großlogen. Dies sind in absteigender Reihenfolge des Alters:
1. Friedrich Wilhelm zum eisernen Kreuz, gegründet 1816, ca. 80 Mitglieder, GLLFvD
2. Prometheus, gegründet 1816, ca. 60 Mitglieder, GL AFAMvD
3. Beethoven zur ewigen Harmonie, gegründet 1928, ca. 40 Mitglieder, GNML „3WK“
4. Bond of Friendship, gegründet 1964, ca. 50 Mitglieder, GL BFG
5. Kosmos, gegründet 1973, ca. 80 Mitglieder, GL AFAMvD
6. Miguel de Cervantes Saavedra, gegründet 1982, ca. 40 Mitglieder, GL AFAMvD[2]

Die Kürzel am Ende der Aufzählung beschreiben die Großlogen, unter deren Autorität die jeweilige Loge arbeitet.
- GLLFvD = Große Landesloge der Freimaurer von Deutschland
- GL AFAMvD = Großloge der Alten Freien und Angenommenen Maurer von Deutschland
- GNML „3WK“ = Große National-Mutterloge „Zu den 3 Weltkugeln“
- GL BFG = Grand Lodge of British Freemasons in Germany

Es existiert außerdem noch eine Loge für Frauen und Männer, namens Licht und Wahrheit unter dem Grand Orient de Luxembourg.